# Object Management Group
Object Management Group (OMG, „Група за управление на обекти“) е международна огранизация, занимаваща се със стандартизация. Създадена е през 1989 г. и развива и управлява стандарти в ред дисциплини и сфери като разработка на софтуер, системно инженерство, управление на бизнес процеси, финанси, здравеопазване, роботика и други. Най-известните стандарти са CORBA, UML, OMG SysML и BPMN. 

## Членове
Всяка организация може да стане член на OMG и да участва активно в процеса на стандартизиране. Почти всички големи предприятия от сферата на информационните технологии и много малки фирми и университети са представени в OMG. 

## Срещи
OMG организира ежегодни конференции, т. нар. Technical Meetings („Технически срещи“), на които работни групи се срещат на живо, обсъждат и приемат стандарти. 